# Patricia Etteh
Patricia Etteh hay tên đầy đủ là Patricia Olubunmi Foluke Etteh (sinh ngày 17 tháng 8 năm 1953) là tên của một thợ làm tóc, bác sĩ thẩm mĩ và chính trị gia người Nigeria. Từ tháng 6 năm 2007 đến tháng 10 cùng năm, bà là phát ngôn viên của hạ viện.

## Lí lịch
Bà là người Yoruba (tên một dân tộc ở Nigeria, phân bố ở khu vực phía nam và phía bắc miền trung Nigeria). Bà được học để làm một thợ làm tóc và bác sĩ thẫm mĩ. Tuy nhiên, bà còn học tại trường đại học Abuja và tốt nghiệp với tấm bằng của ngành luật.

## Sự nghiệp chính trị
Ban đầu, bà Patricia Etteh được bầu vào hạ viện dể đại diện cho khu vực Ayedaade/Isokan/Irewole của bang Osun. Đảng chính trị của bà khi ấy là đảng Liên minh Dân chủ (tiếng Anh: Alliance for Democracy), nhưng khi bắt đầu việc tái ứng cử, bà chuyển sang đảng Dân chủ (tiếng Anh: People's Democratic Party) vào năm 2003. Tháng 6 năm 2007, bà được bầu làm phát ngôn viên của hạ viện. Vì thế, bà là người phụ nữ duy nhất giữ vị trí này trong chính phủ Nigeria.

### Cáo buộc tham nhũng
Tháng 9 năm 2007, bà bị cáo buộc là đã chi 628 triệu naira (khoảng hơn 40 tỉ tiền việt nam) để cải tạo lại nơi ở của bà và người ủy quyền của bà là Babangida Nguroje, cùng với việc mua 12 chiếc xe hơi dành cho hạ viện. Ngoài ra, khi bà đang phát biểu tại hạ viện, người ta bắt đầu cáo buộc bà và khi tình hình trở nên tệ dần thì bà được hộ tống ra ngoài.
Cuối cùng, ngày 30 tháng 10, bà từ chức cùng người ủy quyền của bà. Trong phiên họp cuối cùng của hạ viện khóa thứ 6, mọi người đồng tình rằng "Không có hồ sơ hay thủ tục tố tụng nào mà Patricia Olubunmi Etteh từng bị truy tố".